# Resolutie 471 Veiligheidsraad Verenigde Naties
Resolutie 471 van de Veiligheidsraad van de Verenigde Naties werd op 5 juni 1980 aangenomen door veertien leden van de VN-Veiligheidsraad. De Verenigde Staten onthielden zich als enige lid bij de stemming. Met deze resolutie riep de VN-Veiligheidsraad Israël op de Palestijnse bevolking op de Westelijke Jordaanoever te beschermen tegen geweld.

## Achtergrond
In 1967 vocht Israël de Zesdaagse Oorlog uit tegen Egypte, Syrië en Jordanië. Tijdens die oorlog bezette Israël grondgebied van de drie tegenstanders: de Golanhoogten in Syrië, de Westelijke Jordaanoever die in 1948 door Jordanië was geannexeerd en in 1947 door de VN werd beschouwd als grondgebied van een te vormen Arabische staat, Oost-Jeruzalem met onder meer de Oude Stad die eveneens door Jordanië was geannexeerd en door de VN bestempeld als internationaal gebied) en ten slotte de Gazastrook en het schiereiland Sinaï van Egypte. Vervolgens verschenen de Israëlische nederzettingen in de bezette gebieden, waaraan de Palestijnen steeds meer grondgebied verloren. Sindsdien werd alleen de Sinaï − na vredesoverleg met Egypte − in 1982 teruggegeven. De Joodse nederzettingen aldaar werden ontruimd.
Op 2 juni 1980 werden moordaanslagen gepleegd op de burgemeesters van drie steden op de Westelijke Jordaanoever. Joodse terroristen plaatsten bommen onder drie auto's. De burgemeesters van Ramallah en Nabloes raakten zwaar gewond. De derde bom, die voor de burgemeester van Al-Bireh bestemd was, werd tijdig ontdekt.

## Inhoud
De Veiligheidsraad:
- Herinnert nogmaals aan de Geneefse Conventie betreffende de Bescherming van Burgers tijdens Oorlogstijd, in het bijzonder artikel °27 dat stelt:

Beschermde personen hebben in alle omstandigheden recht op respect voor hun persoon ... Ze zullen altijd menselijk behandeld worden en zeker tegen geweld of bedreiging beschermd worden ...
- Herbevestigt de toepassing van de Vierde Geneefse Conventie op de door Israël bezette Arabische gebieden.
- Herinnert ook aan resolutie 468.
- Herbevestigt ook resolutie 465 die bepaalde dat alle maatregelen om de bevolkingssamenstelling in de bezette gebieden te wijzigen niet legaal zijn, de Geneefse Conventie schenden en vrede in de weg staan.
- Is ontzet over de moordpogingen op de burgemeesters van Nabloes, Ramallah en Al Bireh.
- Is diep bezorgd over het feit dat Joodse kolonisten in de bezette gebieden wapens mogen dragen en zo misdaden kunnen plegen tegen de Arabische bevolking.

1. Veroordeelt de moordpogingen en roept op tot de vervolging van de daders.
2. Is diep bezorgd dat Israël de bevolking in de bezette gebieden niet voldoende beschermt zoals voorzien in de Vierde Geneefse Conventie.
3. Roept Israël op de slachtoffers van deze misdaden afdoende te compenseren.
4. Roept Israël nog eens op om de Vierde Geneefse Conventie en de resoluties van de Veiligheidsraad na te leven.
5. Roept alle landen nog eens op om Israël niet bij te staan, in verband met de nederzettingen in de bezette gebieden.
6. Herbevestigt de noodzaak om de bezetting van Arabische gebieden, inclusief Jeruzalem, te beëindigen.
7. Vraagt secretaris-generaal Kurt Waldheim te rapporteren over de uitvoering van deze resolutie.

Lijst ·  462 ·  463 ·  464 ·  465 ·  466 ·  467 ·  468 ·  469 ·  470 ·  471 ·  472 ·  473 ·  474 ·  475 ·  476 ·  477 ·  478 ·  479 ·  480 ·  481 ·  482 ·  483 ·  484